# James Murray Irwin
Sir James Murray Irwin, KCMG, CB, MD, BCh, irski general in zdravnik, * 1858, Manorcunningham, okrožje Donegal, Irska, † 13. februar 1938, Bideford, Devon, Anglija.
Po končanem študiju medicine na Trinity College Dublin se je pridružil Royal Army Medical Corps, s katerim se je udeležil anglo-sudanske, druge burske in prve svetovne vojne.